# Campeonato Mundial de Tiro con Arco en Sala de 2014
El XII Campeonato Mundial de Tiro con Arco en Sala se celebró en Nimes (Francia) entre el 25 de febrero y el 2 de marzo de 2014 bajo la organización de la Federación Internacional de Tiro con Arco (FITA) y la Federación Francesa de Tiro con Arco.
Las competiciones se realizaron en el pabellón Le Parnasse de la ciudad francesa.

## Medallistas

### Masculino
| Evento                            | Oro                                                          | Plata                                                  | Bronce                                                                   |
| --------------------------------- | ------------------------------------------------------------ | ------------------------------------------------------ | ------------------------------------------------------------------------ |
| Arco recurvo individual (02.03)   | Ryan Tyack Australia                                         | Viktor Ruban · Ucrania                                 | Brady Ellison Estados Unidos                                             |
| Arco recurvo por equipo (01.03)   | Heorhi Ivanytsky · Markiyan Ivashko · Viktor Ruban · Ucrania | Hideki Kikuchi Naoya Oniyama Shungo Tabata Japón       | Sjef van den Berg · Rick van den Oever · Rick van der Ven · Países Bajos |
| Arco compuesto individual (02.03) | Sergio Pagni · Italia                                        | Reo Wilde Estados Unidos                               | Stephan Hansen Dinamarca                                                 |
| Arco compuesto por equipo (01.03) | Jesse Broadwater Braden Gellenthien Reo Wilde Estados Unidos | Martin Damsbo Stephan Hansen Patrick Laursen Dinamarca | Magnus Carlsson · Carl Henrik Gidensköld · Morgan Lundin · Suecia        |

### Femenino
| Evento                            | Oro                                                                    | Plata                                                               | Bronce                                                          |
| --------------------------------- | ---------------------------------------------------------------------- | ------------------------------------------------------------------- | --------------------------------------------------------------- |
| Arco recurvo individual (02.03)   | Aída Román · México                                                    | Miki Nakamura Japón                                                 | Anastasiya Pavlova · Ucrania                                    |
| Arco recurvo por equipo (01.03)   | Veronika Marchenko · Anastasiya Pavlova · Lidiya Sichenikova · Ucrania | Veronika Haidn-Tschalova · Elena Richter · Karina Winter · Alemania | Natalia Leśniak · Karina Lipiarska · Adriana Żurańska · Polonia |
| Arco compuesto individual (02.03) | Sophie Dodémont Francia                                                | Christie Colin Estados Unidos                                       | Pascale Lebecque Francia                                        |
| Arco compuesto por equipo (01.03) | Rosalía Domínguez · Brenda Merino · Linda Ochoa · México               | Christie Colin Crystal Gauvin Erika Jones Estados Unidos            | Gerda Roux Jeanine van Kradenburg Danelle Wentzel Sudáfrica     |